# Favignana (gemeente)
Favignana is een gemeente in de Italiaanse provincie Trapani (regio Sicilië). De gemeente omvat de eilanden Favignana, Levanzo,Marettimo en de kleinere eilandjes Maraone en Formica.
De gemeente telt 4299 inwoners (2020), de oppervlakte bedraagt 37,45 km², de bevolkingsdichtheid van de gemeente is 115 inwoners per km².
De eilandengroep staat bekend als de Egadische Eilanden, en vormt een beschermd natuurgebied.
Deelgemeentes (frazioni) zijn Favignana, Levanzo en Marettimo. 

## Ligging
De eilandengroep ligt ten westen van Trapani, Favignana en Levanzo op ongeveer 15 km, Marettimo op 30 km.
Vanuit Trapani vertrekken pontveren en draagvleugelboten naar de eilanden, vanuit Marsala vaart er alleen een draagvleugelboot.

## Middelen van bestaan
De bevolking leeft voornamelijk van visvangst en toerisme.

Aan de haven van het eiland Favignana staat de voormalige tonijnfabriek van de Palermitaanse familie Florio, die nu ingericht is als museum en dient als opslag voor de visnetten.
Hoewel de fabriek eind 20e eeuw gesloten werd, wordt er nog wel op tonijn gevist middels de tonnara, een systeem van steeds kleiner wordende netten, waar de vis in gejaagd wordt, tot in de dodenkamer, waarin de vis geslacht wordt.

## Galerij

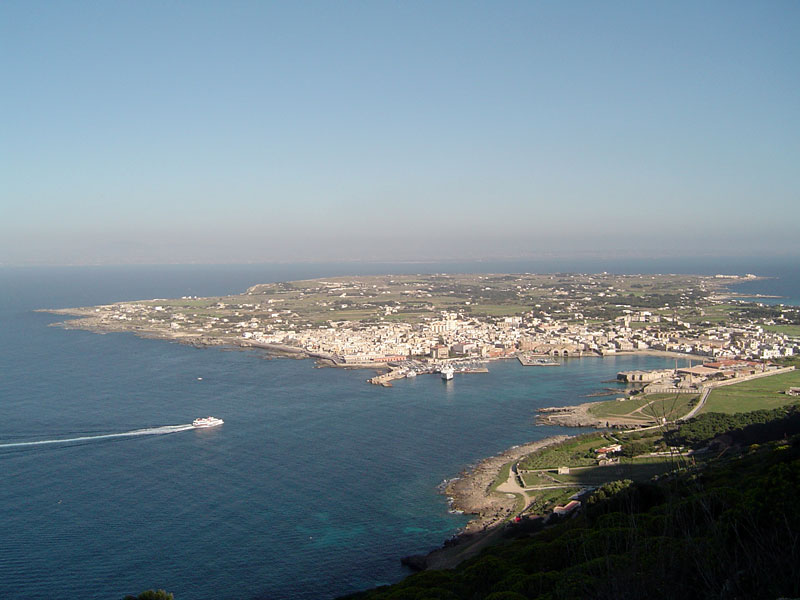
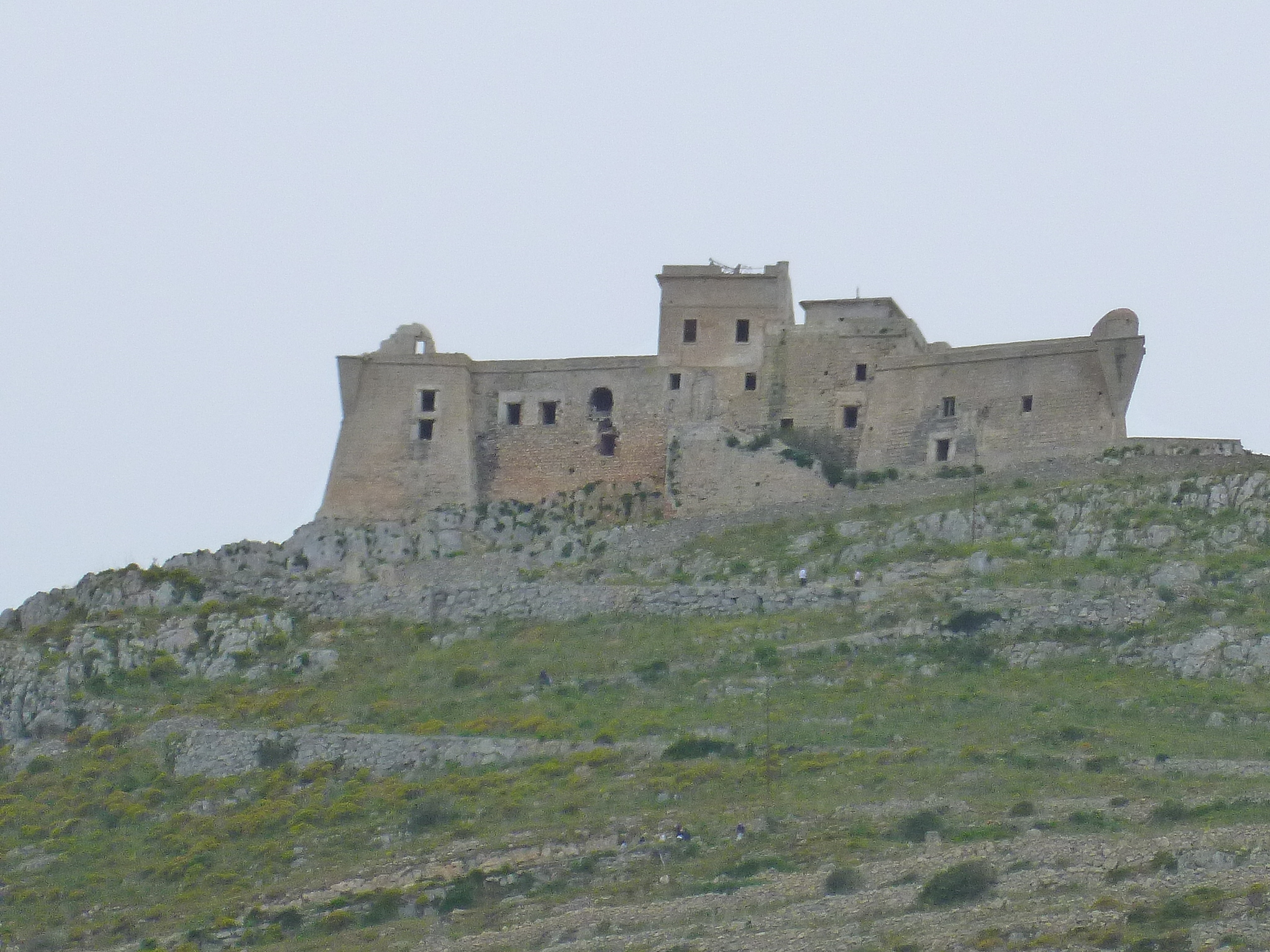
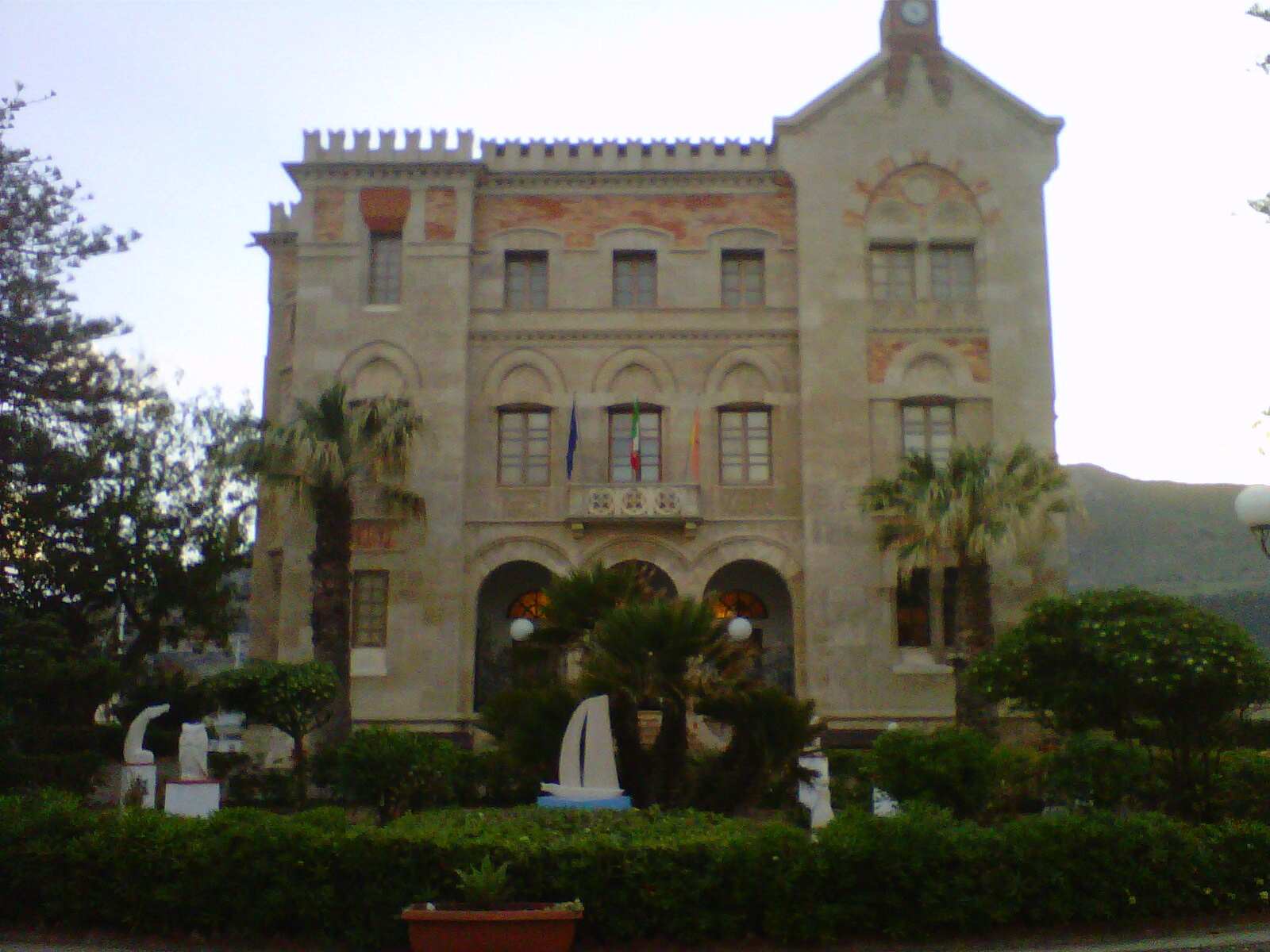
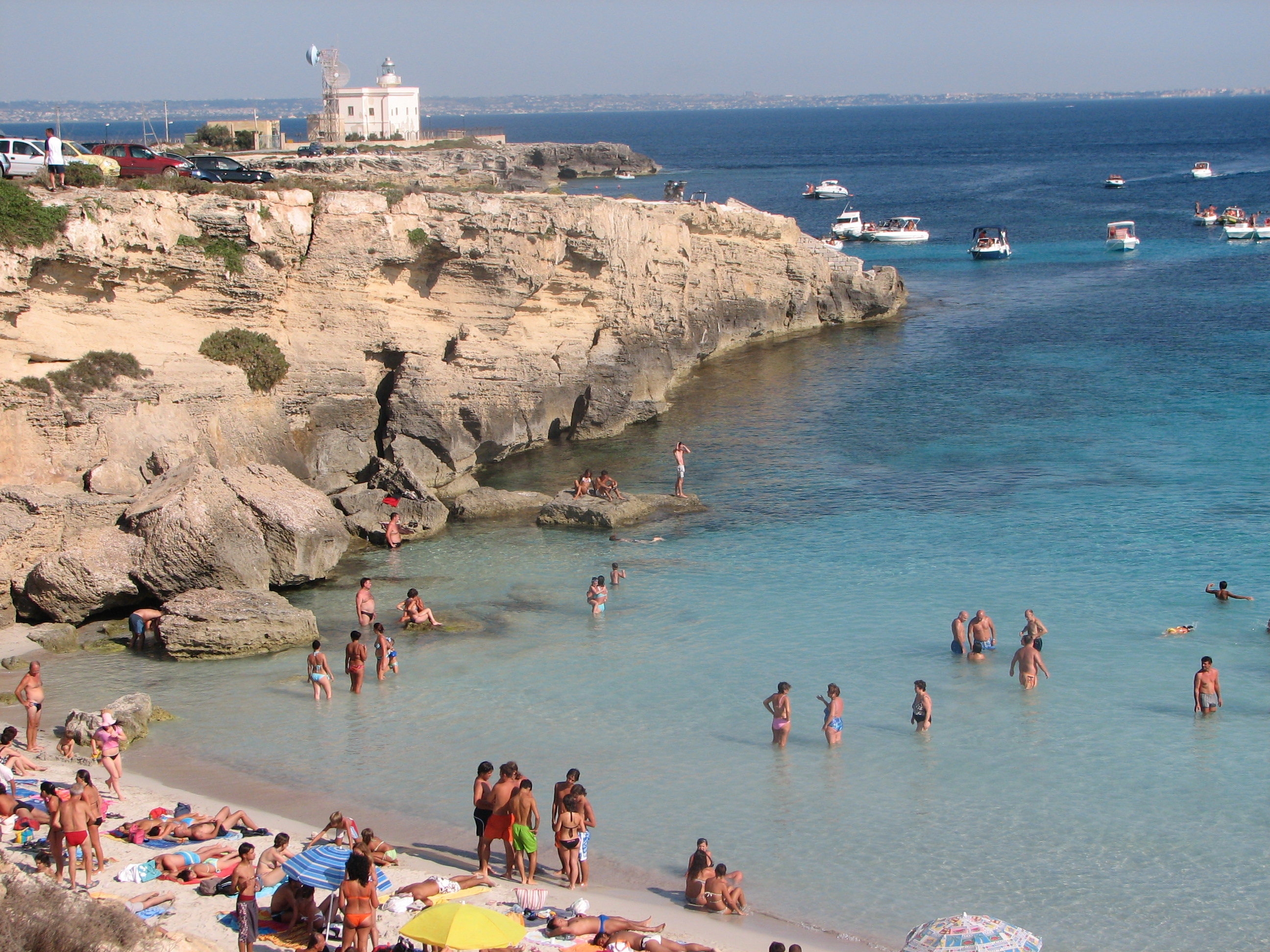
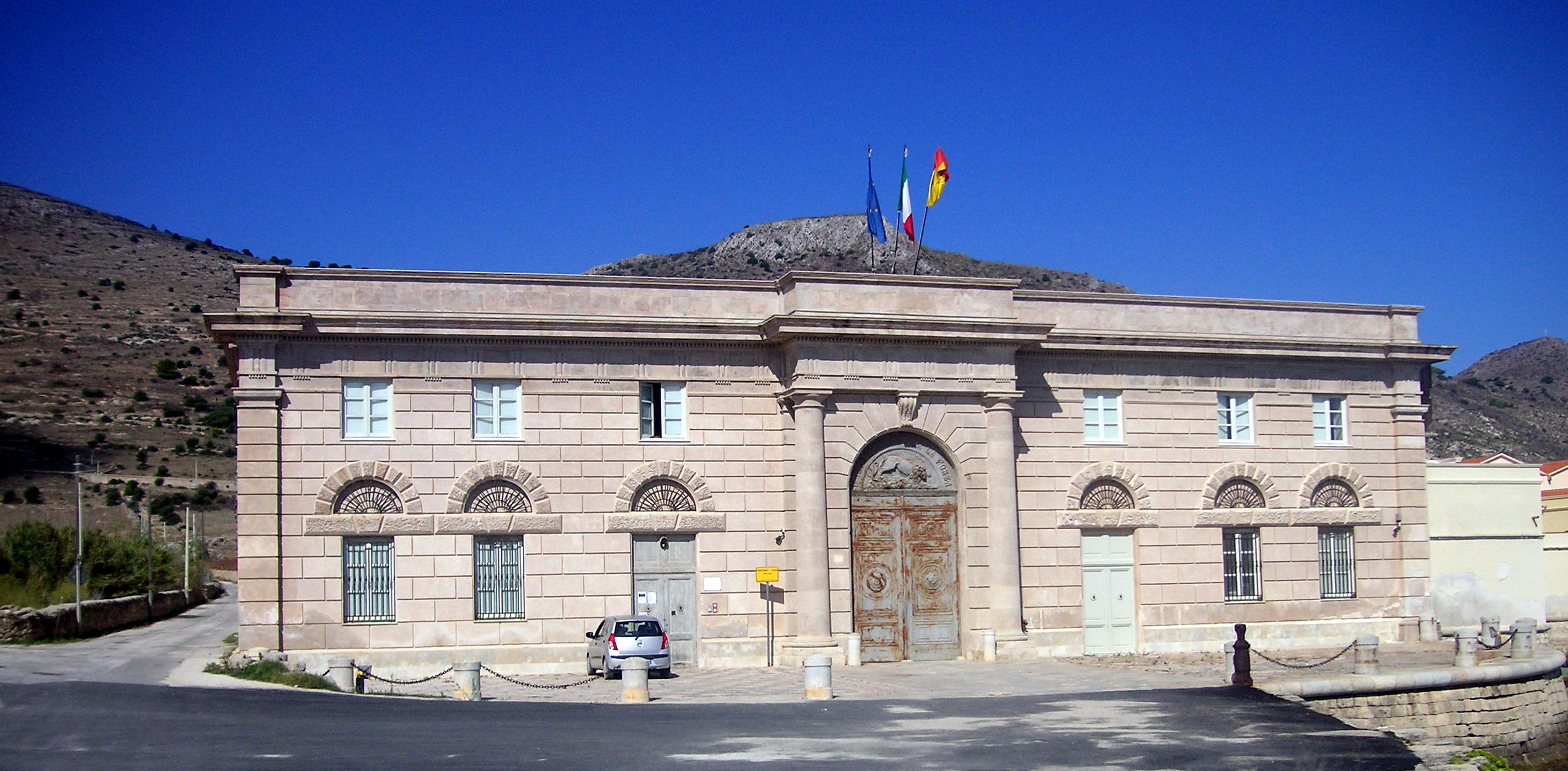
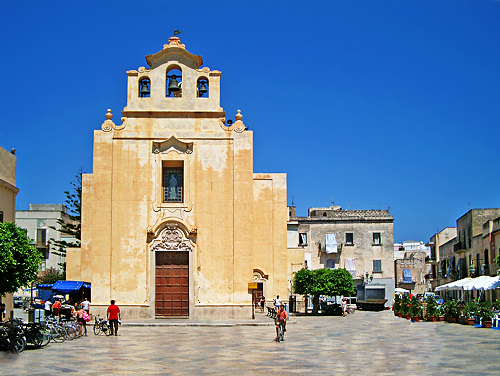

Alcamo · Buseto Palizzolo · Calatafimi-Segesta · Campobello di Mazara · Castellammare del Golfo · Castelvetrano · Custonaci · Erice · Favignana · Gibellina · Marsala · Mazara del Vallo · Paceco · Pantelleria · Partanna · Petrosino · Poggioreale · Salaparuta · Salemi · San Vito Lo Capo · Santa Ninfa · Trapani · Valderice · Vita